# 3. Panzer-Division (Wehrmacht)
La 3. Panzer-Division fu una formazione corazzata tedesca della seconda guerra mondiale reclutata principalmente nella regione di Berlino che combatté ininterrottamente con valore e abilità nelle file della Wehrmacht su tutti i fronti fino alla cessazione delle ostilità nel 1945.

Tra gli ufficiali che si distinsero in questa divisione corazzata: Leo Geyr von Schweppenburg, Walter Model, Fritz Bayerlein, Hermann Breith, Günther Pape, Ferdinand Schneider-Kostalski ed Ernst-Georg Buchterkirch.

## Storia
| Luogo                            | Periodo             |
| Polonia                          | sep 1939 - mag 1940 |
| Francia                          | mag 1940 - giu 1940 |
| Germania                         | lug 1940 - giu 1941 |
| Fronte orientale, settore centro | lug 1941 - mar 1942 |
| Fronte orientale, settore sud    | mar 1942 - lug 1944 |
| Polonia                          | lug 1944 - gen 1945 |
| Ungheria e Austria               | gen 1945 - mag 1945 |

### Polonia e Francia

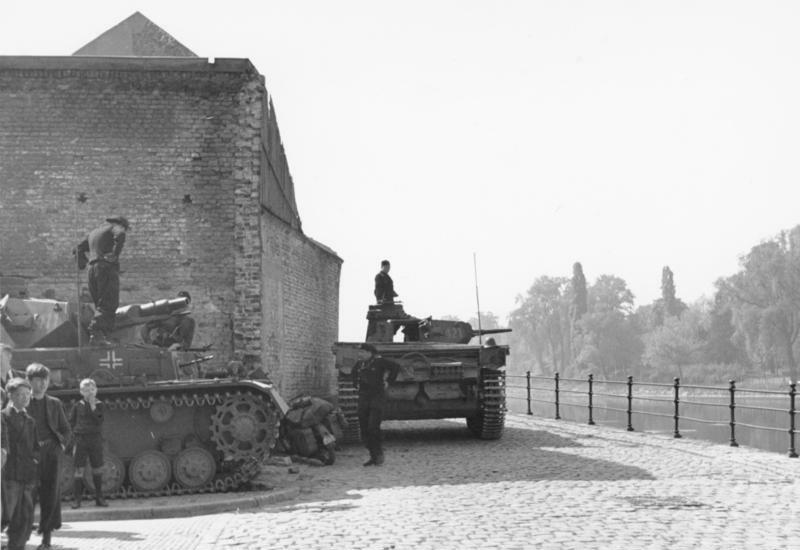
Carri armati tedeschi (della 3. o della 4. Panzer-Division) a Maastricht nel maggio 1940

Il 15 ottobre 1935 prende ufficialmente vita la 3. Panzer-Division nell'attuale Zossen, costituita principalmente da soldati provenienti dalla regione di Berlino, in Germania. Il 1938 vide impegnata la nuova divisione corazzata nell'invasione pacifica dell'Austria, il cosiddetto Anschluss, e il 1º settembre 1939 i suoi uomini erano pronti, come tanti altri reparti della Wehrmacht, ad invadere la Polonia.

Forte di 122 Panzer I, 176 Panzer II, 43 Panzer III, 32 Panzer IV e 18 Panzerbefehlswagen (carri comando disarmati), la 3ª Panzer entrò in territorio polacco dalla Pomerania inquadrata nel XIX Panzerkorps (generale Heinz Guderian) della 4ª Armata, appartenente al Gruppo d'armate Nord (generale Fedor von Bock). Dopo alcuni scontri nel corridoio di Danzica l'unità ricevette un battaglione corazzato dal Panzer-Lehr-Regiment composto da 20 Panzer II, 37 Panzer III e 14 Panzer IV pilotati da validi istruttori di carri armati, con il quale continuò la sua avanzata occupando Brėst.
Terminate le ostilità nei confronti della Polonia la divisione ritornò in Germania fino a quando nel maggio 1940 i suoi carri (che ammontavano ora a 273 Panzer I e II e 68 Panzer III e IV) vennero schierati in Belgio stavolta in organico, insieme alla 4. Panzer-Division, al XVI Panzerkorps del generale Erich Höppner della 6ª Armata (generale Walter von Reichenau). L'inadeguatezza del piccolo esercito belga e la bravura dei suoi uomini consentirono alla divisione di penetrare rapidamente in territorio nemico dopo aver attraversato la Mosa a Maastricht.
Il 12 e il 13 maggio 1940 la 3. Panzer-Division insieme alla 4. Panzer-Division affrontò il corpo di cavalleria meccanizzato francese del generale Prioux (costituito da quasi 600 carri armati) nella regione di Hannut. Fu il primo grande scontro di carri armati della seconda guerra mondiale: mostrando maggiore coesione, addestramento e capacità di manovra (grazie anche ai migliori sistemi di comunicazione radio) le due Panzer-Divisionen ebbero la meglio.

Dopo aver superato questa disperata resistenza la divisione proseguì in territorio francese conquistando le città di Cambrai e Arras e partecipando alla battaglia di Dunkerque. Nella seconda fase della campagna di Francia (operazione Rot) la 3ª Panzer allungò la serie di successi con un'avanzata che da Saint-Quentin raggiunse Lione e Grenoble.

### Sul fronte Orientale
Nel 1941 il reparto, dopo alcuni cambiamenti nell'organico (nel quadro del previsto raddoppio delle formazioni corazzate della Wehrmacht) che ridussero di circa la metà gli effettivi e trasferirono il 5. Panzer-Regiment alla neo-costituita 5. Leichte-Division destinata all'Africa, partecipò all'operazione Barbarossa con 58 Panzer II, 29 Panzer III (cannone da 37 mm/L45), 81 Panzer III (cannone da 50 mm/L42) e 32 Panzer IV inquadrata nel XXIV Panzerkorps del Panzergruppe 2 del famoso generale Heinz Guderian.

L'avanzata iniziale del potente Panzergruppe di Guderian fu folgorante: mentre una parte dei Panzer chiusero la doppia sacca di Minsk-Białystok, le colonne di destra, tra cui la 3. Panzer-Division, proseguirono in avanti puntando su Babrujsk e direttamente sul fiume Dnepr. Durante questa vittoriosa fase iniziale, la divisione corazzata (guidata dall'energico generale Walter Model) affrontò e superò abbastanza facilmente i disordinati contrattacchi delle riserve meccanizzate sovietiche, costituite in questa regione dal debole 14º Corpo meccanizzato dotato solo di carri leggeri. Durante uno tra i primi scontri tra reparti corazzati della campagna, distrusse almeno 26 carri sovietici T-26.

Nei mesi di luglio e agosto 1941 la 3. Panzer-Division avanzò ancora superando il Dnepr nella regione di Rogachev e partecipando alla vittoriosa battaglia di Roslavl'; a settembre la formazione corazzata venne dirottata audacemente verso sud per contribuire a chiudere la gigantesca sacca di Kiev; la manovra ebbe pieno successo e, grazie anche alla coraggiosa avanzata dei carri armati del generale Model, la vittoria tedesca fu completa. La 3ª Panzer si congiunse a sud di Romnij con la 16. Panzer-Division, proveniente da sud, il 14 settembre 1941.

Dopo questa spettacolare ma faticosa puntata verso sud la divisione corazzata, ormai indebolita e ridotta a circa il 50% dei suoi mezzi meccanizzati, venne rapidamente richiamata a nord per partecipare alla manovra finale verso Mosca (operazione Tifone) sempre inquadrata nel XXIV Panzerkorps (Panzergruppe 2). Dopo una nuova avanzata-lampo verso Orël (occupata di sorpresa già il 2 ottobre dalla 4. Panzer-Division), l'intervento di nuove riserve sovietiche e di alcune brigate corazzate dotate di carri T-34 rallentò la progressione dei panzer che, nonostante dure perdite, cercarono di raggiungere Tula per aggirare la capitale sovietica da sud. L'esaurimento degli uomini e dei mezzi, il peggioramento climatico e il rafforzamento dello schieramento nemico fecero fallire gli ultimi sforzi delle panzerdivision nel dicembre dello stesso anno. Costretta alla difensiva e pericolosamente isolata in avanti, la 3. Panzer-Division si batté in ritirata perdendo molti mezzi scampando alla distruzione completa. Totalmente esaurita, venne spostata nel settore meridionale dove contribuì ancora valorosamente, durante febbraio e marzo 1942, alla difesa della linea del fiume Donec.

### Operazione Blu e avanzata nel Caucaso

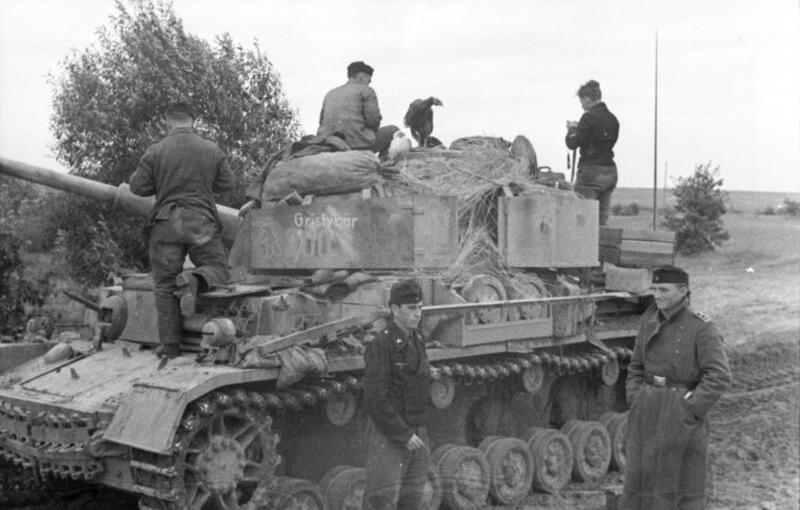
Un Panzer IV della 3. Panzer-Division durante la campagna dell'estate-autunno 1943. Notare lo stemma raffigurante l'orso di Berlino

Nella primavera 1942 la divisione, inquadrata nel XXXX Panzerkorps della 6ª Armata del generale Friedrich Paulus e completamente riequipaggiata, partecipò validamente alla seconda battaglia di Char'kov contribuendo al brillante successo tedesco.

Il 30 giugno la 6ª Armata entrava in azione nel quadro della ambiziosa operazione Blu; la 3. Panzer-Division, tra le divisioni corazzate più potenti dell'Esercito tedesco con 25 Panzer II, 66 Panzer III (cannone 50mm/L42), 40 Panzer III (50mm/L60), 21 Panzer IV (75mm/L24) e 12 Panzer IV (75mm/L43), prese parte alle folgoranti avanzate iniziali prima verso Voronež e poi a sud lungo il corso del Don, su Rossoš' e quindi a luglio, dopo essere stata trasferita insieme a tutto il XXXX Panzerkorps alla 1ª Armata corazzata, a sud del fiume. La 3. Panzer-Division, insieme alla 13. e alla 23. Panzer-Division, proseguì fino ad agosto la sfibrante avanzata in profondità nel Kuban', in direzione del Caucaso: i suoi carri armati avanzarono per circa altri 500 km in territorio sovietico, fino a Mozdok e alla linea del fiume Terek.

A corto di rifornimenti e carburante e di fronte al progressivo allungamento delle vie di comunicazione e del rafforzamento delle difese sovietiche, la 3. Panzer-Division (insieme a tutte le forze del Gruppo d'armate "A") non riuscì a raggiungere gli obiettivi strategici decisivi di Groznyj e Baku, e rimase bloccata durante l'autunno e l'inizio dell'inverno ai piedi delle catene caucasiche mentre sul Volga si combatteva la cruenta battaglia di Stalingrado.
Il 30 dicembre 1942, dopo l'accerchiamento della 6ª Armata e il progressivo crollo delle difese dell'Asse sul Don, il Gruppo d'armate diede inizio (su ordine di Hitler) alla lunga e lenta ritirata dal Caucaso; la 3. Panzer-Division ripiegò con successo a nord attraversando sul ghiaccio il Mar d'Azov sfuggendo alle manovre sovietiche. Di nuovo concentrate, le residue forze tedesche poterono sferrare a febbraio e marzo 1943 la riuscita controffensiva di Char'kov, a cui la divisione corazzata (molto indebolita) partecipò combattendo, sempre nei ranghi della 1ª Armata corazzata, in direzione della linea del Donec.
Dopo la lunga pausa della primavera 1943, a luglio le panzerdivision, completamente riorganizzate, sferrarono la poderosa offensiva nel saliente di Kursk (operazione Zitadelle), a cui la 3. Panzer-Division (dotata di sette Panzer II, otto Panzer III 50mm/L42, 34 Panzer III 50mm/L60, 17 Panzer III 75mm/L24, 2 Panzer IV 75mm/L24 e 21 Panzer IV 75mm/L48). prese parte nei ranghi della 4ª Armata corazzata (XXXXVIII Panzerkorps) sul fianco sinistro delle schieramento meridionale tedesco del feldmaresciallo von Manstein. La divisione combatté con abilità e valore come tutte le altre formazioni tedesche, ma nonostante i duri sforzi il successo strategico non venne raggiunto.

In agosto gli stremati uomini della 3ª Panzer prima intervennero con successo sul fiume Mius, respingendo una prima offensiva sovietica, e poi combatterono nella quarta battaglia di Char'kov dove, benché sconfitti, riuscirono a ritirarsi ordinatamente prima a Poltava e infine, dopo le dure battaglie difensive per mantenere la linea del Dnepr, a Kirovograd verso la fine dell'anno 1943.

### Verso la sconfitta
Il 1944 iniziò con l'aspra battaglia difensiva invernale per il possesso di Kirovohrad: i veterani della divisione mantennero le loro posizioni per molte settimane infliggendo sanguinose perdite al nemico, ma alla fine, ormai decimati, dovettero ripiegare ancora abbandonando l'importante posizione strategica. Aggregati alla "rediviva" 6ª Armata tedesca, incaricata di difendere il settore meridionale del fronte, i resti della coraggiosa divisione corazzata continuarono la ritirata per il resto dell'inverno 1944 fino a raggiungere la Bessarabia e il confine rumeno dove il fronte momentaneamente venne stabilizzato (aprile-maggio 1944).

Completamente esausta, la 3ª Panzer venne temporaneamente ritirata dal fronte per essere riorganizzata, ma ad agosto, a causa del cedimento del Gruppo d'Armate Centro, venne inviata precipitosamente in Polonia per tentare di fermare gli attacchi dell'Armata Rossa sulla Vistola e sul Narew.
Passato un breve periodo di riposo i soldati vennero di nuovo spostati verso dicembre, stavolta a Mór in Ungheria, per tentare di liberare (insieme alle altre numerose panzerdivisionen e forze Waffen-SS) le truppe germaniche assediate a Budapest; i ripetuti contrattacchi non ebbero successo e a febbraio 1945 la capitale ungherese cadde definitivamente in mano sovietica. Ancora nel marzo 1945, la 3ª Panzer avrebbe partecipato alla fallita operazione Frühlingserwachen, ultimo disperato tentativo di controffensiva del Reich.

Di fronte alla nuova e ormai incontrollabile offensiva sovietica nel paese magiaro nel marzo-aprile 1945, la divisione arretrò a Székesfehérvár e quindi in Stiria.

Il restante periodo fino all'8 maggio 1945, giorno in cui la 3. Panzer-Division si arrese agli americani a Enns, vide le stremate e decimate forze della divisione ritirarsi continuando a subire perdite in territorio austriaco. Alcuni elementi rimasti in Polonia fecero altrettanto.

## Ordine di battaglia
1935 - 1940: dalla creazione alla campagna di Francia
- Stab (Quartier generale)
- 3. Schützen-Brigade (3ª brigata di fanteria motorizzata)
  - 3. Schützen-Regiment (3º reggimento di fanteria motorizzata)
    - Schützen-Bataillon I
    - Schützen-Bataillon II

  - 3. Kradschützen-Abteilung (3º battaglione motociclisti)
- 3. Panzer-Brigade (3ª brigata corazzata)
  - 5. Panzer-Regiment
    - Panzer-Abteilung I
    - Panzer-Abteilung II

  - 6. Panzer-Regiment
    - Panzer-Abteilung I
    - Panzer-Abteilung II
- 75. Artillerie-Regiment (75º reggimento di artiglieria)
  - Artillerie-Abteilung I
  - Artillerie-Abteilung II
- 39. Panzerjäger-Abteilung (39º battaglione anticarro)
- 3. Aufklärungs-Abteilung (3º battaglione da ricognizione)
- 39. Pionier-Batallion (39º battaglione del genio) - dall'agosto 1939
- 39. Nachrichten-Abteilung (39º battaglione trasmissioni)
- 83. Divisions-Nachschubführer (83º treno rifornimenti)
- 83. Feldersatz-Abteilung (83º battaglione rimpiazzi)

1941: prima dell'operazione Barbarossa.
- Stab
- 3. Schützen-Brigade
  - 3. Schützen-Regiment
    - Schützen-Bataillon I
    - Schützen-Bataillon II

  - 394. Schützen-Regiment
    - Schützen-Bataillon I
    - Schützen-Bataillon II

  - 3. Kradschützen-Abteilung
- 5. Panzer-Brigade
  - 6. Panzer-Regiment
    - Panzer-Abteilung I
    - Panzer-Abteilung II
    - Panzer-Abteilung III
- 75. Artillerie-Regiment[19]
  - Artillerie-Abteilung I
  - Artillerie-Abteilung II
- 1. Aufklärungs-Abteilung
- 543. Panzerjäger-Abteilung
- 39. Pionier-Batallion
- 39. Nachrichten-Abteilung
- 83. Divisions-Nachschubführer
- 83. Feldersatz-Abteilung

Estate 1943: fronte orientale
- Stab
- 6. Panzer-Regiment
  - Panzer-Abteilung I
  - Panzer-Abteilung II
- 3. Panzergrenadier-Regiment (3º reggimento panzergrenadier)
  - Panzergrenadier-Bataillon I
  - Panzergrenadier-Bataillon II
- 394. Panzergrenadier-Regiment
  - Panzergrenadier-Bataillon I
  - Panzergrenadier-Bataillon II
- 75. Artillerie-Regiment
  - Artillerie-Abteilung I
  - Artillerie-Abteilung II
  - Artillerie-Abteilung III
- 3. Aufklärungs-Abteilung
- 39. Panzernachrichten-Abteilung
- 543. Panzerjäger-Abteilung
- 39. Panzer-Pionier-Batallion
- 314. Heeres Flak-Abteilung (314º distaccamento FlaK dell'esercito)
- 83. Feldersatz-Abteilung
- Unità di servizi

## Decorazioni
Ben 140 militari appartenenti alla divisione ricevettero la Croce Tedesca in oro e altri 12 quella d'argento; 35 uomini si meritarono la Spilla d'Onore dell'Esercito e 48 la Croce di Cavaliere della Croce di Ferro, di cui 5 con Fronde di Quercia e una con Fronde di Quercia e Spade.

## Comandanti
| Nome                                | Grado                     | Inizio            | Fine              |
| Ernst Feßmann                       | Generalleutnant           | 15 ottobre 1935   | 30 settembre 1937 |
| Leo Freiherr Geyr von Schweppenburg | Generalleutnant           | 12 ottobre 1937   | 26 settembre 1939 |
| Horst Stumpff                       | Generalmajor              | 27 settembre 1939 | 14 dicembre 1939  |
| Leo Freiherr Geyr von Schweppenburg | Generalleutnant           | 15 dicembre 1939  | 14 febbraio 1940  |
| Horst Stumpff                       | Generalmajor              | 15 febbraio 1940  | agosto 1940       |
| Friedrich Kühn                      | Generalmajor              | settembre 1940    | 4 ottobre 1940    |
| Horst Stumpff                       | Generalmajor              | 4 ottobre 1940    | 14 novembre 1940  |
| Walter Model                        | Generalleutnant           | 15 novembre 1940  | 21 ottobre 1941   |
| Hermann Breith                      | General der Panzertruppen | 22 ottobre 1941   | 1º settembre 1942 |
| Kurt Freiherr von Liebenstein       | Oberst                    | 1º settembre 1942 | 24 ottobre 1942   |
| Franz Westhoven                     | Generalleutnant           | 25 ottobre 1942   | 20 ottobre 1943   |
| Fritz Bayerlein                     | Generalleutnant           | 20 ottobre 1943   | 4 gennaio 1944    |
| Rudolf Lang                         | Oberst                    | 5 gennaio 1944    | 25 maggio 1944    |
| Wilhelm Philipps                    | Generalleutnant           | 25 maggio 1944    | 20 gennaio 1945   |
| Wilhelm Söth                        | Generalmajor              | 20 gennaio 1945   | 19 aprile 1945    |
| Volkmar Schöne                      | Oberst                    | 19 aprile 1945    | 8 maggio 1945     |

Dati tratti da: